# Гавардо
Гавардо, Ґавардо (італ. Gavardo) — муніципалітет в Італії, у регіоні Ломбардія, провінція Брешія.
Гавардо розташоване на відстані близько 450 км на північ від Рима, 100 км на схід від Мілана, 18 км на північний схід від Брешії.
Населення — 12 051 особа (2014).

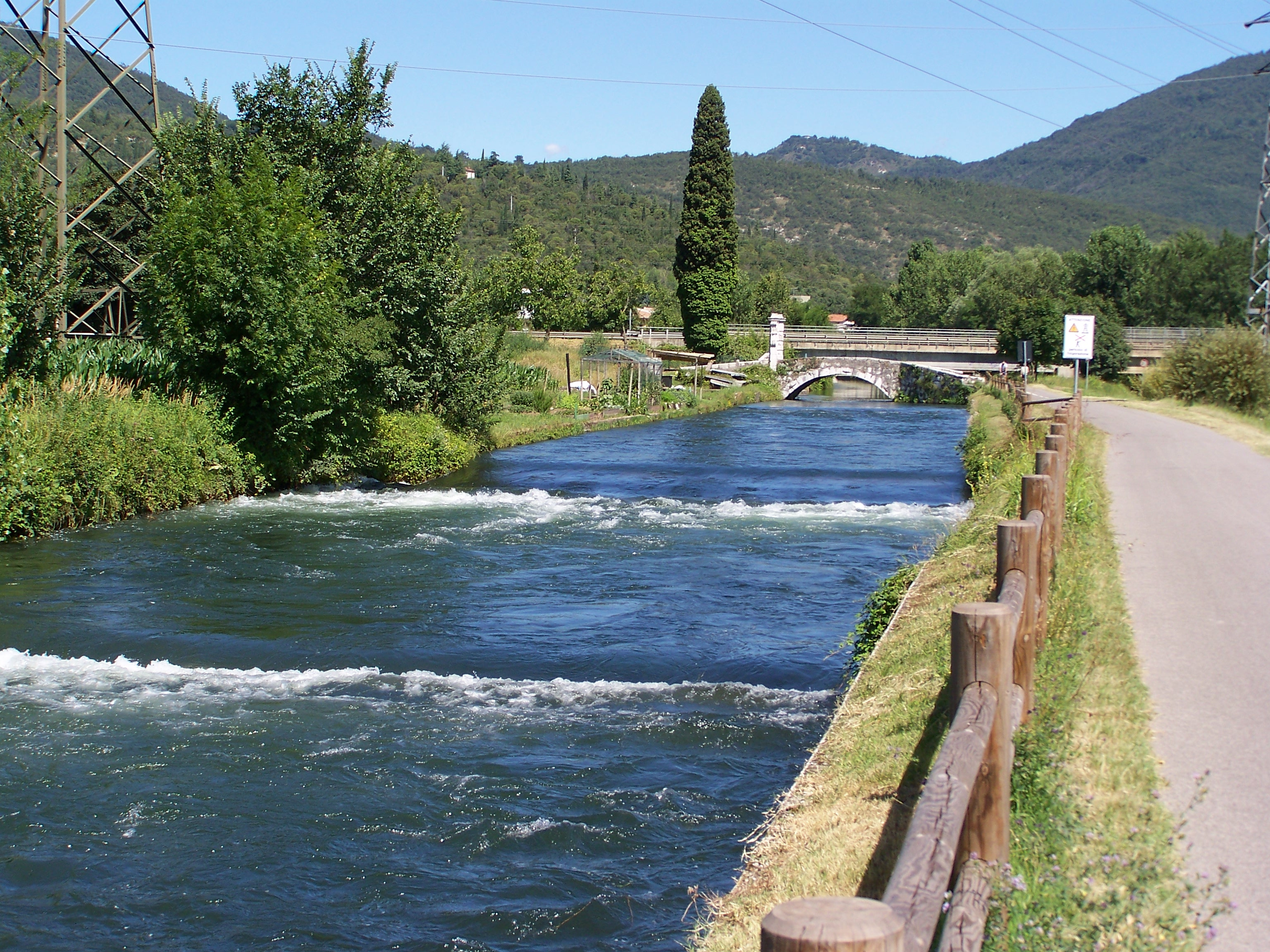

Щорічний фестиваль відбувається 3 травня. Покровитель — Филип.

## Демографія
Населення за роками:

Станом на 1 січня 2023 року в муніципалітеті офіційно проживали 1654 іноземці з 61 країни, серед них 430 громадян країн Євросоюзу та 64 громадяни України.

## Сусідні муніципалітети
- Мусколіне
- Пайтоне
- Превалле
- Пуеньяго-суль-Гарда
- Рое-Вольчіано
- Саббіо-К'єзе
- Сало (муніципалітет)
- Віллануова-суль-Клізі
- Валліо-Терме